# Coriomeris scabricornis
Coriomeris scabricornis är en insektsart som först beskrevs av Georg Wolfgang Franz Panzer 1809.  Coriomeris scabricornis ingår i släktet Coriomeris och familjen bredkantskinnbaggar. Arten är reproducerande i Sverige.